# Tzemaj Tzedek
Menajem Mendel Schneersohn (9 de septiembre de 1789 - 17 de marzo de 1866 ) también conocido como el Tzemaj Tzedek (lit. ‘vástago de la justicia’) fue un rabino ortodoxo y el tercer rebe de la dinastía Jabad.

## Biografía
Schneerson nació en Liozna, en la República de las Dos Naciones (actuales  Bielorrusia y Lituania), el 29 de Elul de 5549. (9 de septiembre de 1789)
Su madre Devorah Leah falleció tres años más tarde, y su abuelo Rabi Schneur Zalman de Liadí lo crio como un propio hijo. Se casó con su prima Jaia Mushka, hija de Rabí DovBer Schneuri. (Segundo Rebe de la dinastía Jabad) 
Tres años después del fallecimiento de su suegro y tío, Schneerson asumió el liderazgo del movimiento Jabad Lubavitch en la víspera de Shavuot de 5591 (5 de mayo de 1831).
Es conocido como el Tzemaj Tzedek ("Brote Justo" o "Planta Justa"), por el título del voluminoso compendio halájico de su autoría. Falleció en la aldea rusa de Lyubavichi el 13 de Nisán de 5626, dejando siete hijos y dos hijas.
- Datos: Q1337389
- Multimedia: Menachem Mendel Schneersohn (Tzemach Tzedek) / Q1337389